# Alluchon

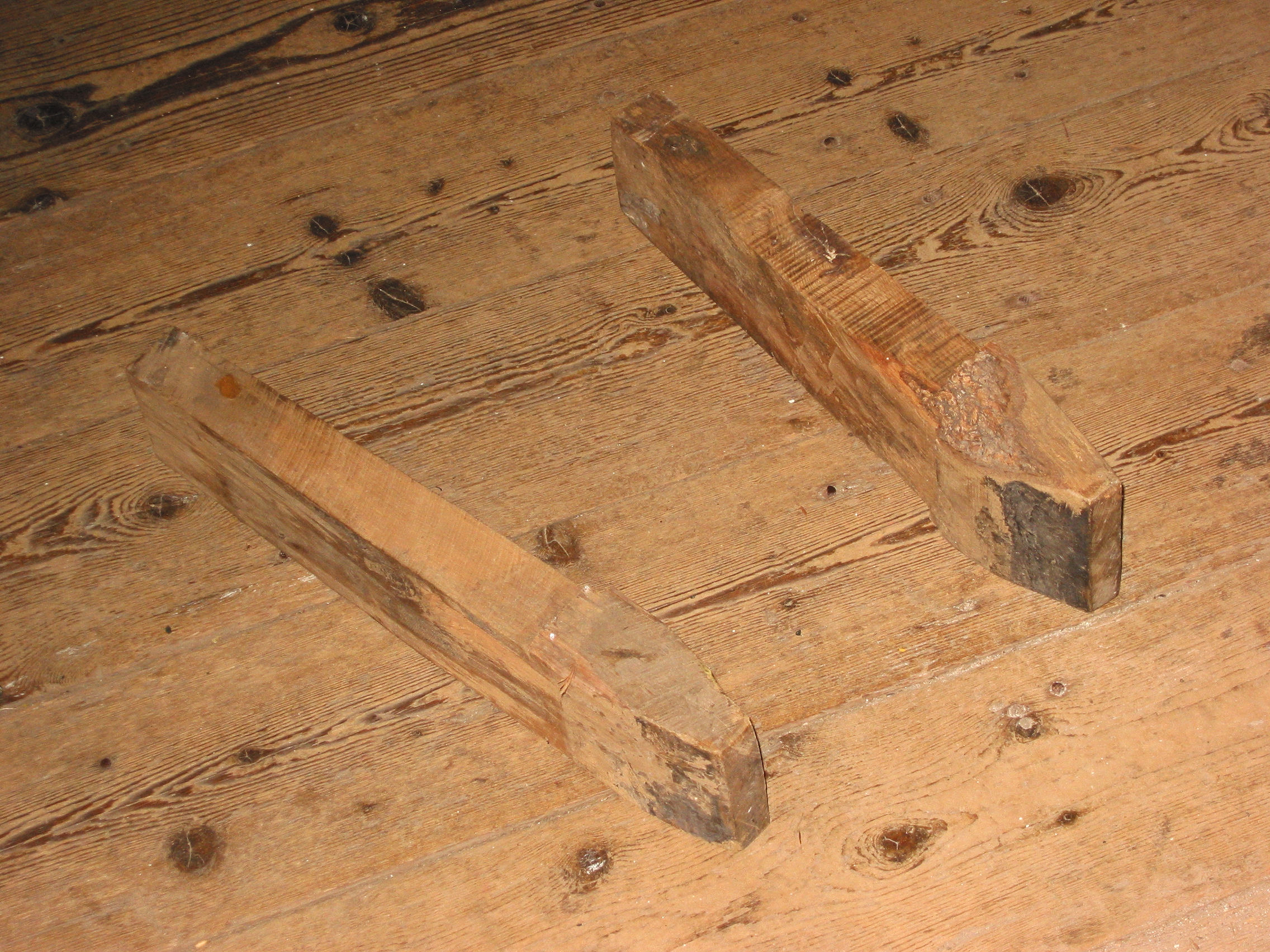
Alluchons

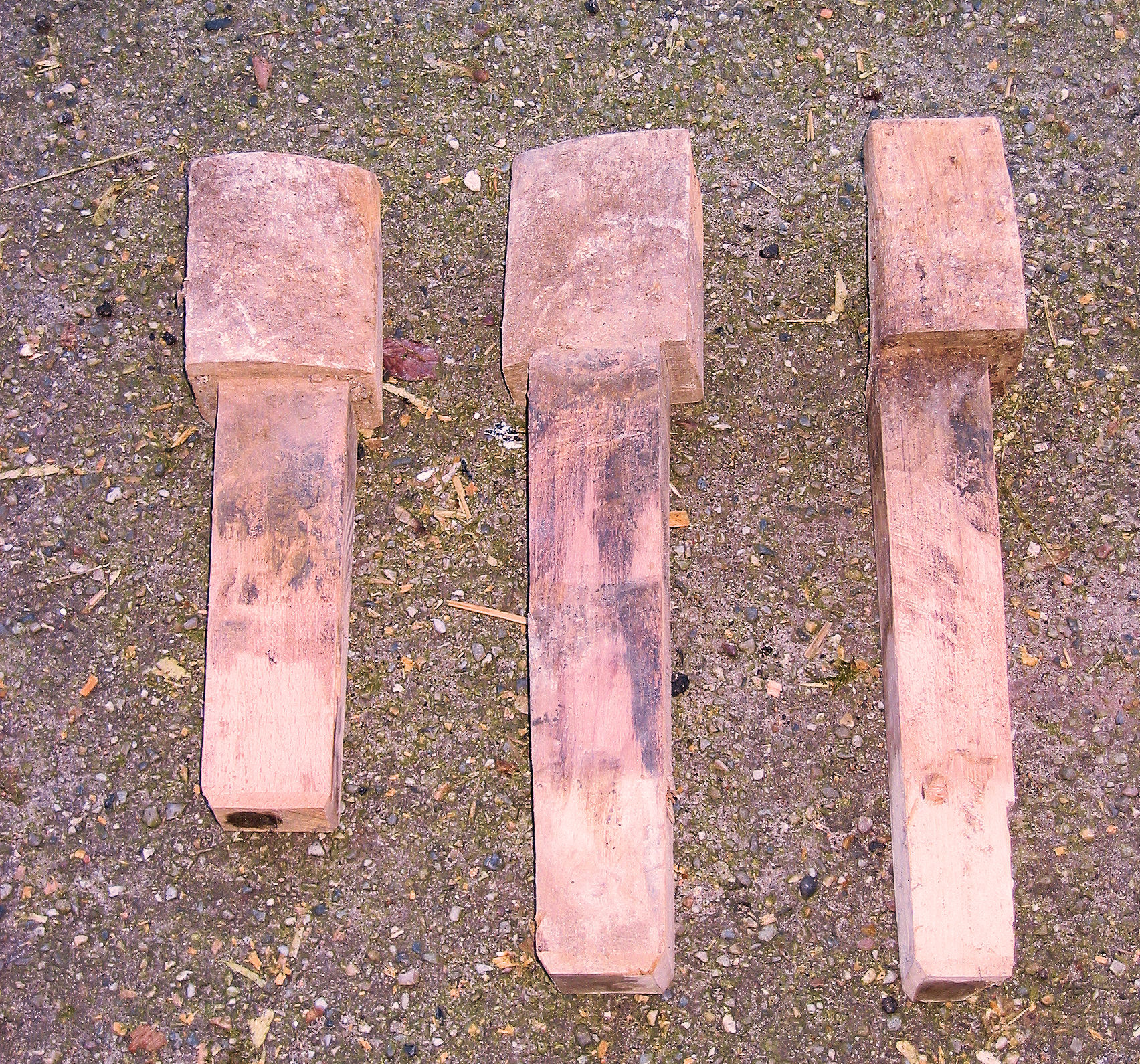
Alluchons

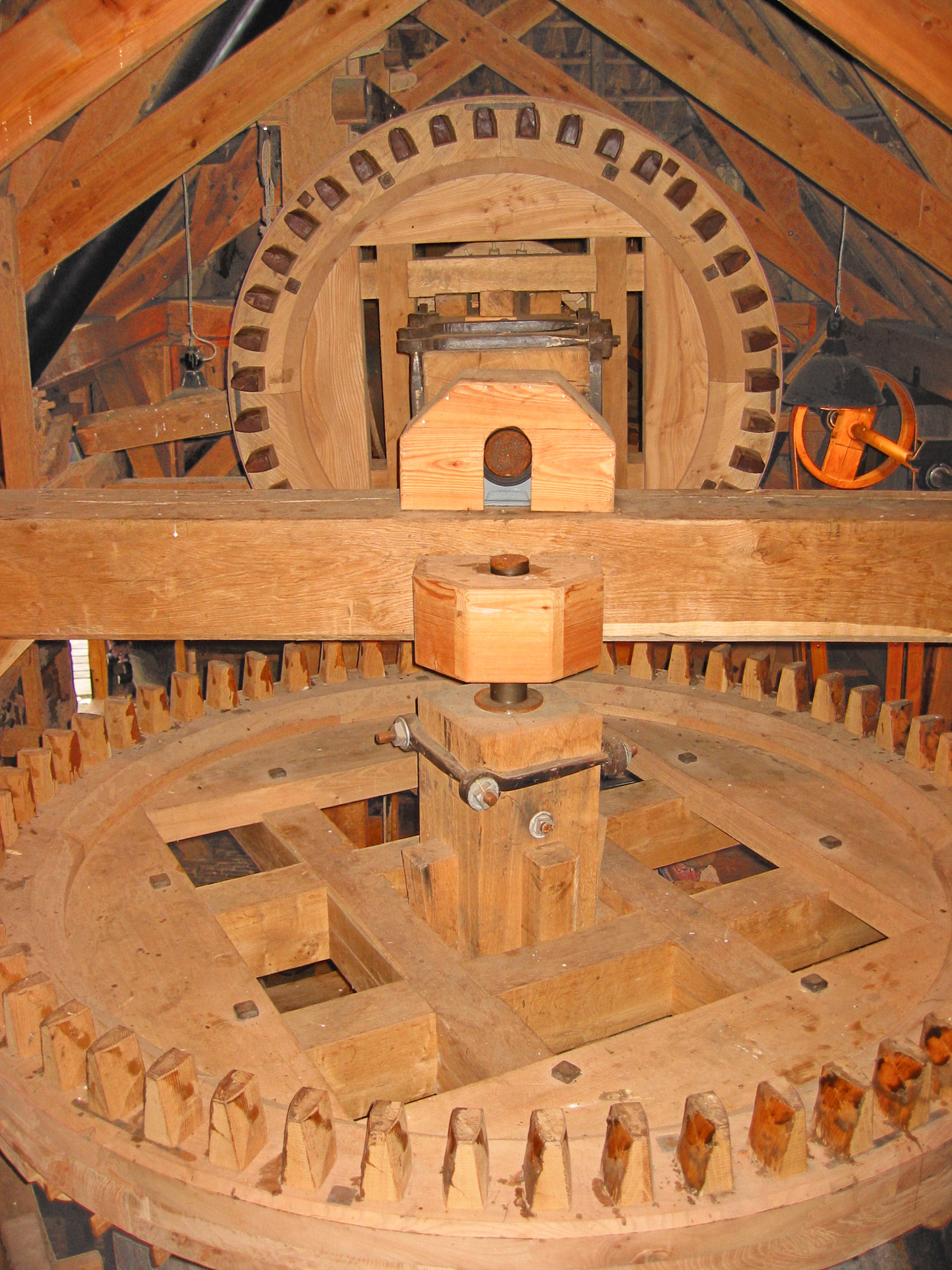
Entraînement à angle droit avec deux rouets

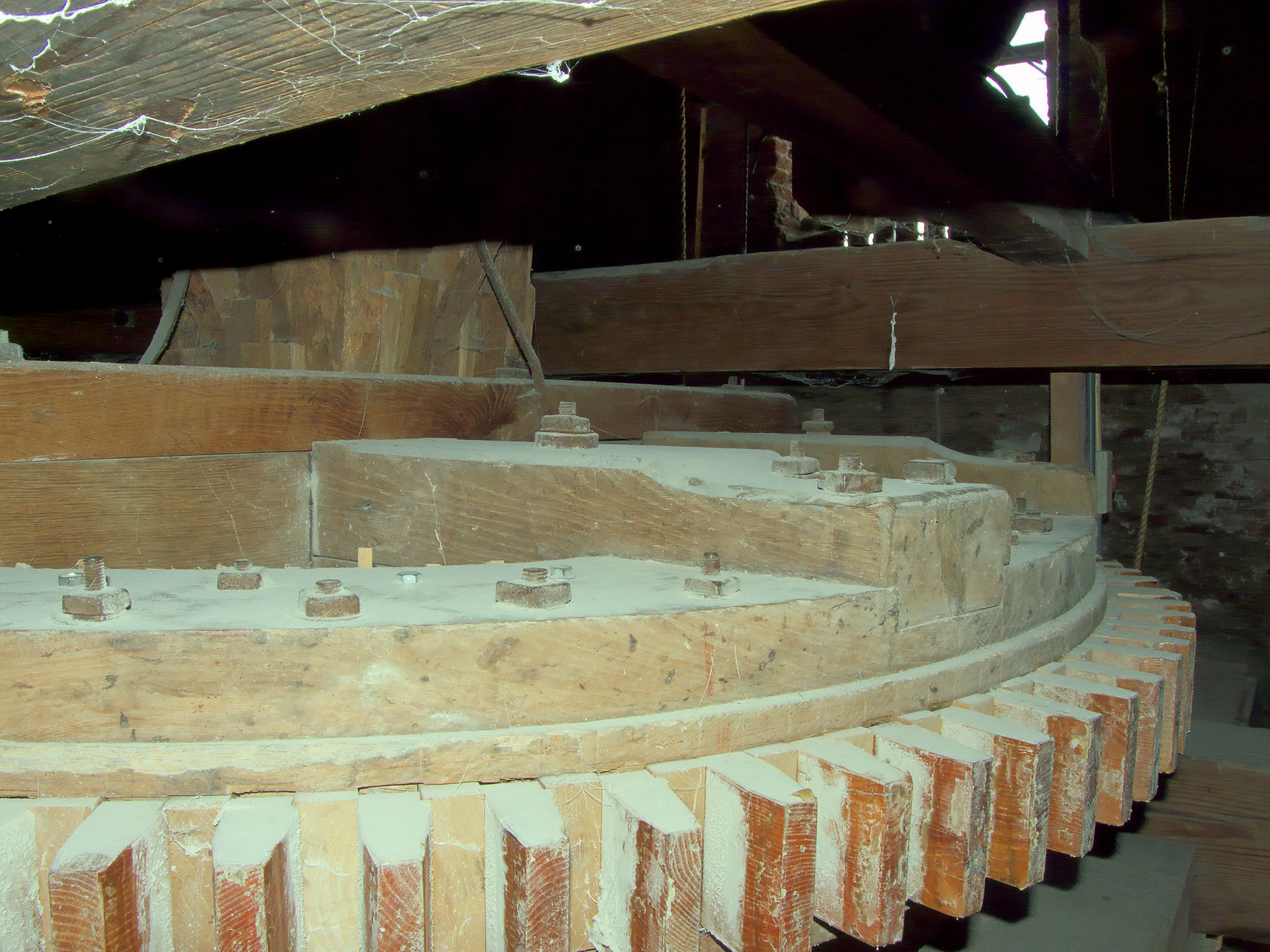
hérisson

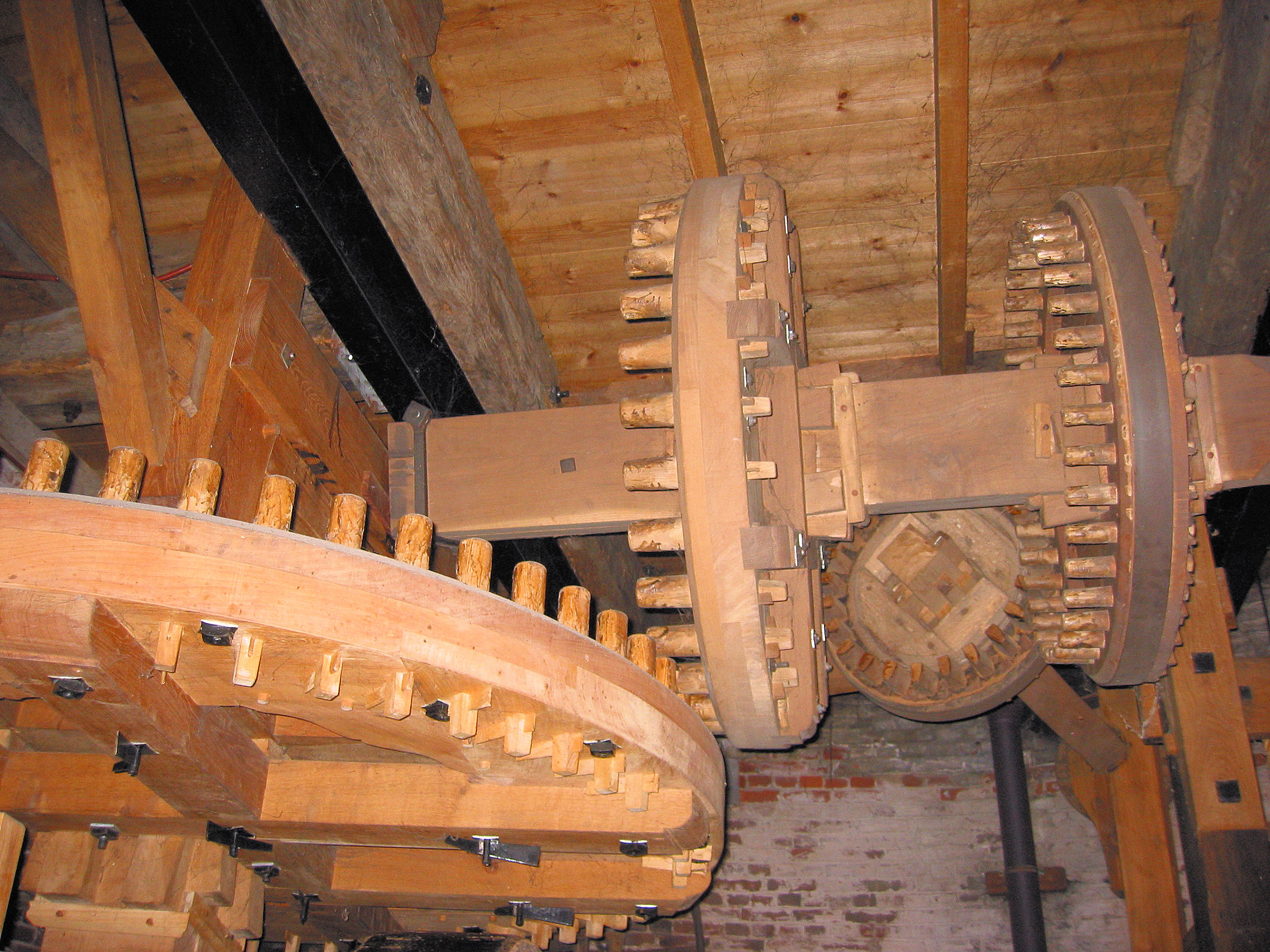
4 rouets

Un alluchon (anciennement alichon) est un bloc de bois rectangulaire avec une tête et une queue effilée, similaire aux dents d'un engrenage. 
Les alluchons ou alichons sont des espèces de dent ou de pointes de bois placées dans la circonférence d'une grande roue et qui engrènent entre les fuseaux d'une lanterne dans les moulins et autres machines qui ont des roues. Les alluchons diffèrent des dents des engrenages en ce que les dents font corps avec la roue alors que les alluchons sont des pièces rapportées. La partie qui fait dent et qui engrène s'appelle la « tête de l'alluchon  »; celle qui est emmortaisée ou assemblée de quelque façon que ce soit avec la roue s'appelle la queue de l'alluchon. Toutes les éminences ou dents qu'on aperçoit à la partie supérieure du rouet s'appellent « des alluchons ».  
Ils s'appliquent autour des roues appelées « hérissons » s'ils se placent perpendiculairement sur le plan de la courbe qui forme le contour annulaire des roues (vers l'extérieur) ou alors « rouets » s'ils sont perpendiculaires au plan de la roue (vers le dessus ou le dessous). C'est au moyen de ces alluchons que les rouets et les hérissons engrènent dans les « lanternes », qui garnies de fuseaux sont dans les grandes machines ce que les pignons sont dans les petites et servent également à démultiplier la vitesse lorsqu'on ne peut pas la procurer immédiatement par la puissance motrice; ou à transmettre et communiquer le mouvement d'une partie de la machine à une autre partie. Les alluchons de même que les fuseaux se font ordinairement d'un bois lisse dur et compacte tel que le cormier, l'alisier, etc.
Pour déterminer le nombre d'alluchons dont un rouet ou un hérisson doit être garni, le mécanicien commence par déterminer relativement à la puissance et à la résistance, le rapport de la vitesse de la lanterne à celle de sa roue dentée correspondante. Si la lanterne doit faire six révolutions, tandis que cette roue ne fera qu'un tour, la circonférence et donc le diamètre de la lanterne ne doit être que la sixième partie de l'autre et la roue doit contenir six fois autant d'alluchons que la lanterne contient de fuseaux. On détermine l'épaisseur ou la force des uns et des autres sur la proportion de la résistance qu'ils ont à vaincre l'effort qu'ils ont à soutenir et la diminution qui doit leur survenir, à mesure qu'ils s'useront par le frottement
Les alluchons arrondis sont appelés en néerlandais dollen et sont généralement utilisés sur de petites roues pour les travaux légers. La distance de centre à centre entre deux alluchons s'appelle le pas et peut varier entre 6 et 16 cm selon la taille de la roue. Avec les roues supérieures, le pas varie généralement entre 12 et 14 cm et avec le rouet d'un moulin à farine, il est d'environ 10 cm. 

## Essence de bois
Les alluchons sont entre autres fabriqués, en Quercus ilex, Acacia, Massaranduba, buis, charme commun. Le bois de hêtre a également été utilisé, mais il est facilement atteint de vermoulure. Les alluchons emboîtables ne doivent pas être du même type de bois, sinon cela peut causer beaucoup d'usure. Les bonnes combinaisons incluent le Quercus ilex/Buxus, bois de hêtre/acacia ou bois de charme commun/massaranduba. 

## Ajustement

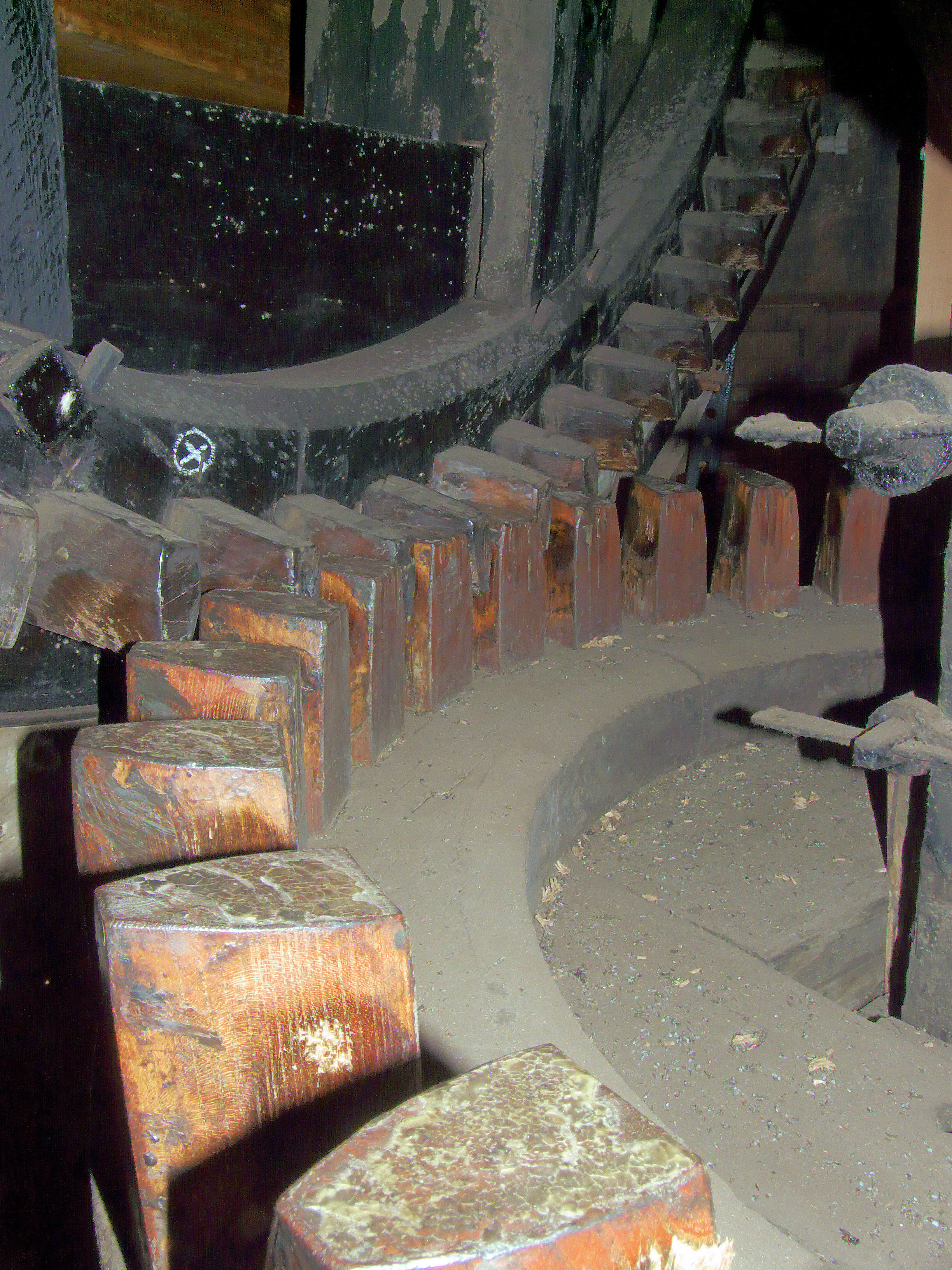
Détail

Pour éviter une usure excessive, les alluchons ou le peigne et la tige doivent s'engrener correctement. 

## Galerie
|  |  |  |
|  |  |  |
|  |  |  |
|  |  |  |
|  |  |  |